# Cerianthus malakhovi
Cerianthus malakhovi är en korallart som beskrevs av Molodtsova 200. Cerianthus malakhovi ingår i släktet Cerianthus och familjen Cerianthidae. Inga underarter finns listade i Catalogue of Life.